# ادواردو پازوئلو
ادواردو پازوئلو (انگلیسی: Eduardo Pazuello؛ زادهٔ ۱۹۶۳ (۶۱–۶۲ سال)) سیاست‌مدار اهل برزیل است.